# Calle Cruz Verde (Sevilla)
La calle Cruz Verde es una vía pública de la ciudad española de Sevilla.

## Descripción
La vía discurre desde la calle Feria, donde conecta con Correduría, hasta González Cuadrado. Aparece descrita en la Noticia histórica del origen de los nombres de las calles de esta ciudad de Sevilla (1839) de Félix González de León con las siguientes palabras:

Calle de la Cruz Verde. Corresponde al cuartel C. y á la parroquia Omnium Sanctorun. Se nombra así por una cruz de hierro, sobre peana de material, que está enmedio, y siempre ha estado pintada de verde. La calle es muy ancha pero corta, y es continuacion de la Correduría á calle Bancaleros.
(González de León, 1839, p. 258)